# Gora Olimpijcev
Gora Olimpijcev (englische Transkription von russisch Гора Олимпийцев Gora Olimpizew, deutsch ‚Olympioniken-Berg‘) ist ein Nunatak im ostantarktischen Mac-Robertson-Land. In den Prince Charles Mountains ragt er südwestlich des Keyser Ridge auf.
Russische Wissenschaftler benannten ihn.